# Melaneros pseudopicianus
Melaneros pseudopicianus là một loài bọ cánh cứng trong họ Lycidae. Loài này được Bocáková miêu tả khoa học năm 1997.